# Je n't'oublie pas
Je n't'oublie pas ('Ik vergeet je niet') is een popnummer uit 1997 van de Franstalige Belgische zanger Frédéric François. Het lied werd uitgebracht onder het label M.B.M Records.
Frédéric François componeerde het lied en is ook de tekstschrijver. De tekst gaat over iemand die, nadat zijn geliefde hem heeft verlaten, dag en nacht aan haar blijft denken.